# Poranek w sosnowym lesie
Poranek w sosnowym lesie (ros. Утро в сосновом лесу) – obraz olejny Iwana Szyszkina, namalowany przy współudziale Konstantina Sawickiego w 1889.

## Opis
Pejzaże leśne były ulubionym tematem malarstwa Iwana Szyszkina, od młodości zafascynowanego rosyjską przyrodą. Poranek w sosnowym lesie jest kolejną w jego twórczości realizacją tematu lasu sosnowego w świetle słonecznym, któremu malarz poświęcił szereg studiów.
Obraz przedstawia las sosnowy oświetlony przez wschodzące słońce. W centralnym punkcie kompozycji znajduje się powalone z korzeniami, złamane drzewo, na którym zgromadziły się cztery niedźwiedzie. Zwierzęta zostały ukazane w różnych pozach: dwa wspięły się na złamany pień, jeden, stanąwszy na tylnych łapach, obserwuje z niego słońce, zaś ostatni siedzi obok powalonego drzewa z półotwartą paszczą. W tle ukazany został las, złożony z drzew o różnej wysokości, oświetlony przez promienie słoneczne przechodzące przez korony drzew. Szyszkin ukazał drzewa z dużą dbałością o oddanie szczegółów ich budowy, starannie oddał również grę świateł w koronach i na pniach sosen. Wygląd lasu został upoetyzowany; artysta nie kryje swojej fascynacji nietkniętą ręką człowieka naturą.
Współautorem obrazu był inny malarz, przyjaciel Szyszkina, Konstantin Sawicki – to on namalował postacie niedźwiedzi. W związku z tym jego podpis pierwotnie znajdował się na płótnie obok podpisu twórcy większości kompozycji. Jednak Piotr Trietiakow po dokonaniu zakupu obrazu starł podpis Sawickiego; od tej pory w większości opracowań dzieło przypisuje się jedynie Szyszkinowi. Swoje postępowanie kolekcjoner uzasadnił tym, iż pomysł obrazu, jego kompozycja i tematyka były specyficzne dla stylu Szyszkina, co pozwala uznać go za głównego twórcę dzieła.
Poranek w sosnowym lesie należy do najbardziej rozpoznawalnych w Rosji obrazów wykonanych przez tamtejszych artystów.